# Rivera del Carmen, Guanajuato
Rivera del Carmen är en ort i Mexiko.   Den ligger i kommunen León och delstaten Guanajuato, i den centrala delen av landet, 300 km nordväst om huvudstaden Mexico City. Rivera del Carmen ligger 1 875 meter över havet och antalet invånare är 742.
Terrängen runt Rivera del Carmen är kuperad åt nordost, men åt sydväst är den platt. Runt Rivera del Carmen är det mycket tätbefolkat, med 1 221 invånare per kvadratkilometer. Närmaste större samhälle är León de los Aldama, 6,9 km sydväst om Rivera del Carmen. I omgivningarna runt Rivera del Carmen växer huvudsakligen savannskog.